# Kloriranje
Kloriranje je kemijski postopek, pri katerem se nek (predvsem vodikov) radikal zamenja z atomom klora. Velikokrat se pojavlja kot substitucija pri alkanih, adicija pri alkenih in alkinih in elektrofilna substitucija pri benzenu oziroma aromatskih ogljikovodikih. Vodikov atom se zamenja z atomom klora, iz drugega klorovega atoma in atoma vodika pa nastane vodikov klorid.
Opomba: pri substituciji so stranski produkti, pri adiciji pa ne

## Substitucija
CH3–CH3 + Cl2 → CH3–CH2–Cl + HCl
Etan + klor → kloroetan + vodikov klorid

## Adicija
CH2=CH2 + Cl2 → CH2Cl–CH2Cl, CH2Cl–CH2Cl + Cl2 → CHCl2–CHCl2
Eten + klor → dikloroetan, dikloroetan + klor → tetrakloroetan